# Petar Keglević
Petar Keglević, hrvaški plemič, * 1478?, † 1554.
Med letoma 1537 in 1542 je bil ban Hrvaške.